# 軍南門
仙女座φ，又名BD+46 275，HD 6811、SAO 36972、HR 335，是仙女座的一颗恒星，视星等为4.25，位于銀經126.11，銀緯-15.52，其B1900.0坐标为赤經1h 3m 41.7s，赤緯+46° -15.52′ 31″。